# کلیسای مریم مقدس (بندر انزلی)
کلیسای مریم مقدس (به ارمنی: Սուրբ Աստվածածին եկեղեցի) مربوط به دوره قاجار است و در بندر انزلی، استان گیلان واقع است. این کلیسا در سال ۱۸۸۵ میلادی با هزینه شخصی به نام «آواک ملک الله وردیان» از ارمنی‌های شهر بنا گردیده‌است.

## معماری
دیوارهای خارجی این کلیسا با سیمان و دیوارهای داخلی با گچ پوشانده شده‌اند. کلیسا به شکل مستطیل در جهت شرق به غرب است. دارای سه ورودی در سه ضلع آن به جز ضلع شرقی است که محراب در آن قرار دارد. در دو سمت محراب کلیسا اتاقکهایی قرار دارد. سقف کلیسا بر روی چهار ستون استوار است. گنبد ناقوس خانه کلیسا با شش ستون در بالای ورودی سمت غرب کلیسا قرار دارد.